# Kolarstwo na Letnich Igrzyskach Olimpijskich 2008 – cross-country kobiet
Cross-country kobiet – jedna z konkurencji kolarskich rozgrywanych podczas igrzysk olimpijskich w Pekinie.
Zawody zostały rozegrane na Pekińskiej Trasie Kolarskiego Wyścigu MTB.
Obrończynią tytułu mistrzowskiego z 2004 roku była Norweżka Gunn-Rita Dahle Flesjå.
W zawodach wzięło udział 30 zawodniczek.

## Terminarz
Wszystkie godziny podane są w czasie pekińskim (UTC+08:00)
| Data             | Godzina rozpoczęcia |       |
| ---------------- | ------------------- | ----- |
| 23 sierpnia 2008 | 10:00               | Finał |

## Wyniki
| Pozycja | Zawodniczka            | Reprezentacja     | Czas               |
| ------- | ---------------------- | ----------------- | ------------------ |
| złoto   | Sabine Spitz           | Niemcy            | 1:45:11            |
| srebro  | Maja Włoszczowska      | Polska            | 1:45:52            |
| brąz    | Irina Kalentjewa       | Rosja             | 1:46:28            |
| 4.      | Catharine Pendrel      | Kanada            | 1:46:37            |
| 5.      | Ren Chengyuan          | Chiny             | 1:47:40            |
| 6.      | Petra Henzi            | Szwajcaria        | 1:48:41            |
| 7.      | Mary McConneloug       | Stany Zjednoczone | 1:50:34            |
| 8.      | Georgia Gould          | Stany Zjednoczone | 1:50:51            |
| 9.      | Rosara Joseph          | Nowa Zelandia     | 1:51:07            |
| 10.     | Aleksandra Dawidowicz  | Polska            | 1:51:21            |
| 11.     | Elisabeth Osl          | Austria           | 1:51:39            |
| 12.     | Liu Ying               | Chiny             | 1:52:01            |
| 13.     | Lene Byberg            | Norwegia          | 1:53:19            |
| 14.     | Elsbeth van Rooij-Vink | Holandia          | 1:53:30            |
| 15.     | Nathalie Schneitter    | Szwajcaria        | 1:53:42            |
| 16.     | Eva Lechner            | Włochy            | 1:58:22            |
| 17.     | Laurence Leboucher     | Francja           | 2:00:55            |
| 18.     | Adelheid Morath        | Niemcy            | 2:02:25            |
| 19.     | Jaqueline Mourão       | Brazylia          | 1 okrążenie starty |
| 20.     | Rie katayama           | Japonia           | 1 okrążenie starty |
| 21.     | Blaža Klemenčič        | Słowenia          | 1 okrążenie straty |
| 22.     | Yolande Speedy         | Południowa Afryka | 2 okrążenia straty |
| 23.     | Wiera Andriejewa       | Rosja             | 2 okrążenia straty |
| 24.     | Janka Števková         | Słowacja          | 2 okrążenia straty |
| 25.     | Francisca Campos       | Chile             | 2 okrążenia straty |
| 26.     | Dellys Starr           | Australia         | 2 okrążenia straty |
|         | Gunn-Rita Dahle Flesjå | Norwegia          | DNF                |
|         | Margarita Fullana      | Hiszpania         | DNF                |
|         | Marie-Hélène Prémont   | Kanada            | DNF                |
|         | Tereza Huříková        | Czechy            | DNF                |